# سوديغوارا (تشيبا)
مدينة سوديغوارا (بالإنجليزية: Sodegaura)‏ هي إحدى المدن التابعة لولاية تشيبا. تأسست رسميًا في 01/04/1991. ويقدر عدد سكانها بـ 59443 نسمة حسب تقدير مكتب الإحصاء الياباني لعام 2012. تبلغ مساحة سوديغوارا 94.92 كم2. بكثافة سكانية تبلغ 626 نسمة/كم2.

## توأمة
لسوديغوارا (تشيبا) اتفاقيات توأمة مع:
- إتاخايي

## أعلام
- نوزومي هيروياما